# Merkez, Gümüşhane
Merkez là một thị trấn thuộc thành phố Gümüşhane, tỉnh Gümüşhane, Thổ Nhĩ Kỳ.